# Dendrobium monticola
Dendrobium monticola är en orkidéart som beskrevs av Peter Francis Hunt och Victor Samuel Summerhayes. Dendrobium monticola ingår i släktet Dendrobium, och familjen orkidéer. Inga underarter finns listade i Catalogue of Life.